# Азеведу, Филипа
Филипа Даниэла Азеведу де Магальяэс (порт. Filipa Daniela Azevedo de Magalhães; род. 31 июля 1991, Гондомар) — португальская певица, представитель Португалии на международном песенном конкурсе Евровидение-2010 в Осло.

## Детство и начало карьеры
Азеведу провела первые пятнадцать лет своей жизни в пригороде Гондомара, в северном районе округа Порту. В возрасте двенадцати лет она поступила в Porto Music Conservatory, в класс флейты. Именно там она обнаружила талант к пению. Вскоре Филипа оставила обучение, чтобы продолжить музыкальную карьеру. В шестнадцать лет она стала участницей шоу Família Superstar.

## Família Superstar
Судьи шоу позитивно относились к исполнению Филипы, она часто получала похвалы от жюри. Её выступления получили множество просмотров на YouTube. На шоу Филипа исполняла такие песни, как «Listen» (Бейонсе), «A Moment Like This» (Келли Кларксон), «My Immortal» (Evanescence), «Goldfinger» (Ширли Бэсси), «GoldenEye» (Тина Тёрнер), «Like a Prayer» (Мадонна), «When You Believe» (Уитни Хьюстон в дуэте с Мэрайей Кэри), «Endless Love» (Дайана Росс в дуэте с Лайонелом Ричи, также известна в исполнении Мэрайи Кэри при участии Лютера Вандросса) и другие. В ночь на 31 декабря Филипа была избрана победителем шоу. Тогда же ей был предложен контракт на запись первого альбома.

## Продолжение успеха и переезд в Лондон
В течение 2008 года Азеведу не исчезает из поля зрения, она выступает на нескольких ТВ-шоу и приступает к записи первого альбома. Она также записывает дуэт со своей коллегой по Família Superstar Катариной Перейра, песню «Carrossel de Papel». Песня была включена в сборник O melhor do mundo, все доходы от которого были переданы на благотворительные нужды.
В этом же году Филипа переезжает к родственникам в Лондон, чтобы изучать вокальную технику и музыкальные технологии.

## Выход первого альбома
В 2009 году выходит первый альбом Филипы Азеведу, который так и был назван — «Filipa Azevedo». По совету она покинула оригинальный лейбл и заключила контракт с Cherry Entertainment.

## Евровидение
В 2010 году Филипа принимает участие в Festival da Canção, португальском отборе на конкурс песни Евровидение с песней «Há dias assim». По результатам зрительского голосования она заняла только четвёртое место, но, благодаря голосованию жюри, в котором она заняла первое место, Азеведу одержала победу и стала представителем Португалии на Евровидении-2010.
В первом полуфинале, прошедшем 25 мая 2010 года, Филипа набрала 89 баллов (в том числе ей была дана одна максимальная оценка — 12 баллов) и заняла четвёртое место. В финале она набрала 43 балла и заняла только 18 место.